# Carla Meninsky
Carla Meninsky es una exdiseñadora de videojuegos y programadora activa durante los primeros años de la consola Atari 2600 luego se dedicaría a desarrollo de firmwares y drivers para sistemas de animación. Junto con Carol Shaw (cocreadora de 3-D Tic-Tac-Toe y River Raid), Meninsky fue una de las mujeres ingenieras en Atari, Inc. dedicadas al desarrollo de videojuegos en cartuchos, Finalmente cambiaría de rumbo para hoy en día dedicarse a ser abogada en propiedad intelectual.

## Educación
En la secundaria aprendió a programar en Fortran, y durante sus estudios universitarios tomó clases de Pascal y PDP-11.
En 1977, a pesar de enrolarse originalmente en la carrera de matemáticas, se recibió en Psicología de la Universidad de Stanford con especialización en percepción visual. En ese entonces Universidad de Stanford había dejado de lado las curriculas de psicología clínica, y orientaba la carrera más hacia las neurociencias, donde Meninsky por ejemplo trabajaba con un equipo de medicina para modelar cerebros y su compotamiento.
En 2004 se recibió en derecho de la Universidad George Washington para ejercer como abogada.

## Trayectoria
En la Universidad de Stanford formó parte de un equipo que se dedicaba a investigar como construir un sistema de animaciones por computadora.
Empezó a trabajar para la empresa Atari en 1979 luego de varias entrevistas por invitación de Warren Robinett, quien era compañero de cuarto de un exmiembro del grupo de Animación por computadora de la Universidad de Stanford y se enteró de las investigaciones de Meninsky. Una vez en Atari la idea era que se dedicase a construir un sistema de animaciones avanzado, pero por problemas de estabilidad en la compañía le dijeron que necesitaban que se enfoque en desarrollar videojuegos cuanto antes, por lo que le dieron una lista con nombres para videojuegos que habían ideado (sin descripcción alguna), y aprendió a programar para el procesador MOS 6502 que utilizaban las consolas del momento de Atari.
Durante su paso por Atari diseñó y programó juegos como Dodge’em (1980) y Warlords (1982). Luego de Warlords empezó a trabajar en un juego llamado Battlezone, pero la inestabilidad de la compañía la llevó a irse. A pesar de no trabajar más para Atari, en su tiempo libre siguió trabajando de manera gratuita para ellos porque sus excompañeros necesitaban utilizar el código de Dodge ’Em y no lograban entender algunos detalles del código, sobre todo porque Meninsky había encontrado una forma de utilizar un ciclo más de procesamiento de forma no estándar. Luego de ésta colaboración, y tras tres meses fuera de la compañía, la convencieron de volver a Atari, donde formó parte del equipo de trabajo de juegos como Star Raiders para la consola Atari 2600, así también como parte de un equipo que trabajó sobre un prototipo de Tempest, también para la Atari 2600. Fue también en su segunda etapa en Atari donde la promovieron a líder de grupo, dedicándose más al diseño de videojuegos.
Luego de su paso por Atari se dedicó al desarrollo de herramientas para el renderizado 3D y efectos 3D trabajando para empresas del sector como Electronic Arts, Activision, Cadlink, Wei Tek, y Sun Microsystems, en esta última se dedicó al desarrollo de firmware para gráficos de alto rendimiento por computadora.

## Publicaciones
"Locked Out: The New Hazards of Reverse Engineering, 21 J. Marshall J. Computer & Info. L. 601 (2003)" - Artículo en el que Meninsky discute la práctica tecnológica de la ingeniería inversa utilizada para romper cerraduras digitales como las utilizadas en el software para evitar el uso de copias no originales.